# Camalehou (Ort)
Camalehou ist ein osttimoresischer Ort in der Gemeinde Liquiçá. Er liegt im Aldeia Camalehou (Suco Lauhata, Verwaltungsamt Bazartete) auf 353 m Höhe. Der Ort mit seiner lockeren Struktur liegt am Osthang des Tales des Hatunapa, eines Quellflusses des Carbutaeloas. Das Ortszentrum befindet sich hangabwärts im Westen der Aldeia, die Besiedlung reicht aber bis zum Bergrücken (Meereshöhe 650 m), wo eine Straße die Aldeia mit Bazartete im Südosten und Pissu Craic im Norden verbindet. Nächster Nachbar ist im Norden der kleine Ort Kumahu.